# بایوکریست
بایوکریست (انگلیسی: BioCryst) شرکت مراقبت سلامت آمریکایی است، که در سال ۱۹۸۶ تأسیس شد.